# Франко Андрій Іванович
Андрі́й Іва́нович Франко́ (16 липня 1887, Львів — 22 квітня 1913, Львів) — український філолог, фольклорист, етнограф, перекладач. Найстарший син Івана Франка, його помічник і секретар.

## Життєпис

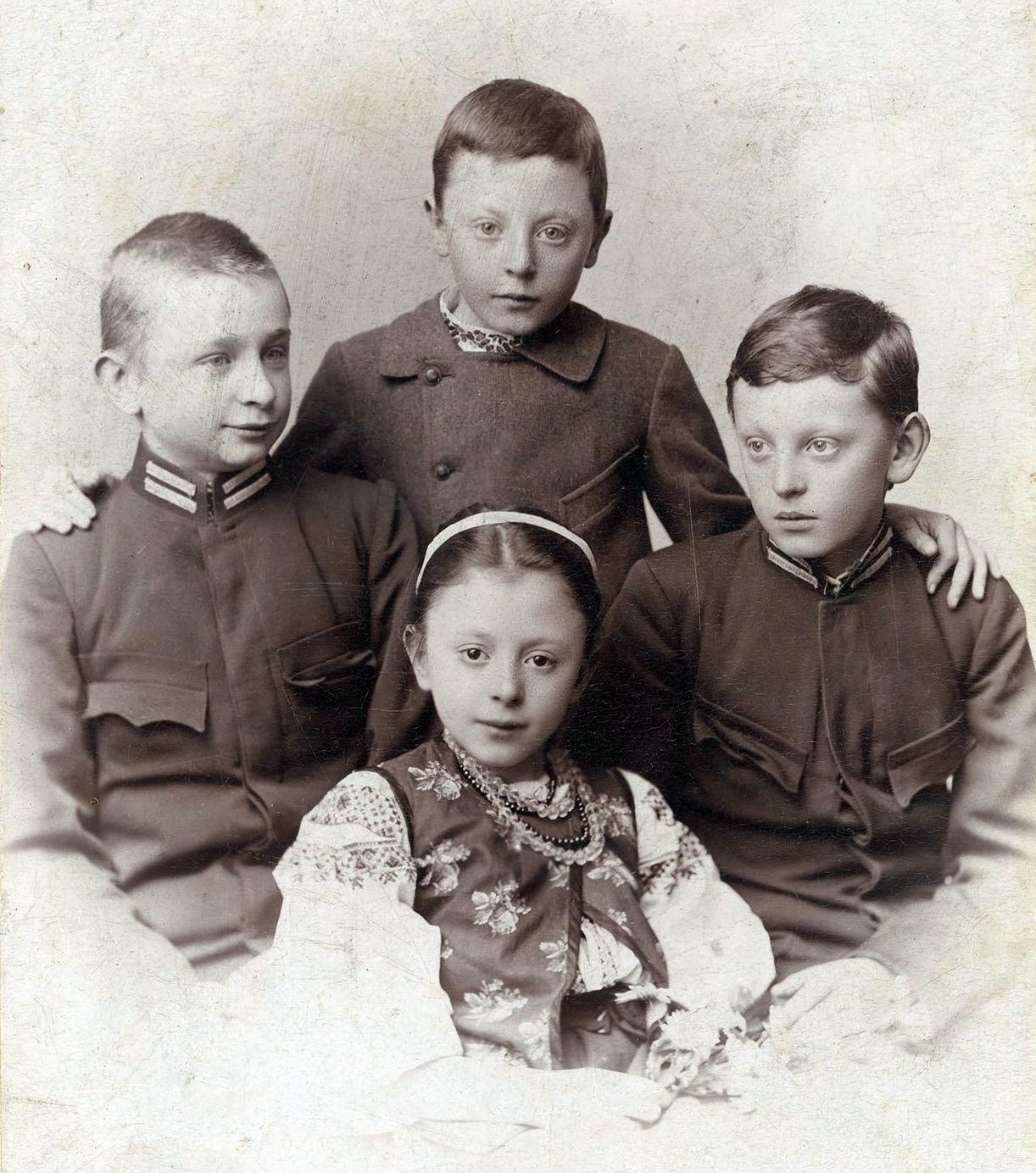
Діти Івана Франка. Зліва Андрій, Петро, Тарас, у центрі Ганна. 1902 р.

Народився 16 липня 1887 року у Львові. Змалку ріс хворобливою дитиною, у зв'язку з чим пізніше пішов до школи та ходив в один клас із молодшим на два роки братом Тарасом. Зокрема, у 1901 році вони закінчили ІІб клас цісарсько-королівської Львівської академічної гімназії, весною 1907 року — VIIIb, влітку отримали свідоцтва зрілости.
У 1907 після закінчення гімназії разом із братом Тарасом вступив до Львівського університету на класичну філологію.
У період загострення хвороби Івана Франка (з березня 1908 року) був першим його помічником і секретарем, записував під диктовку наукові та художні твори (у співавторстві з батьком), робив переклади, коментарі, редагував тексти, вів листування батька.

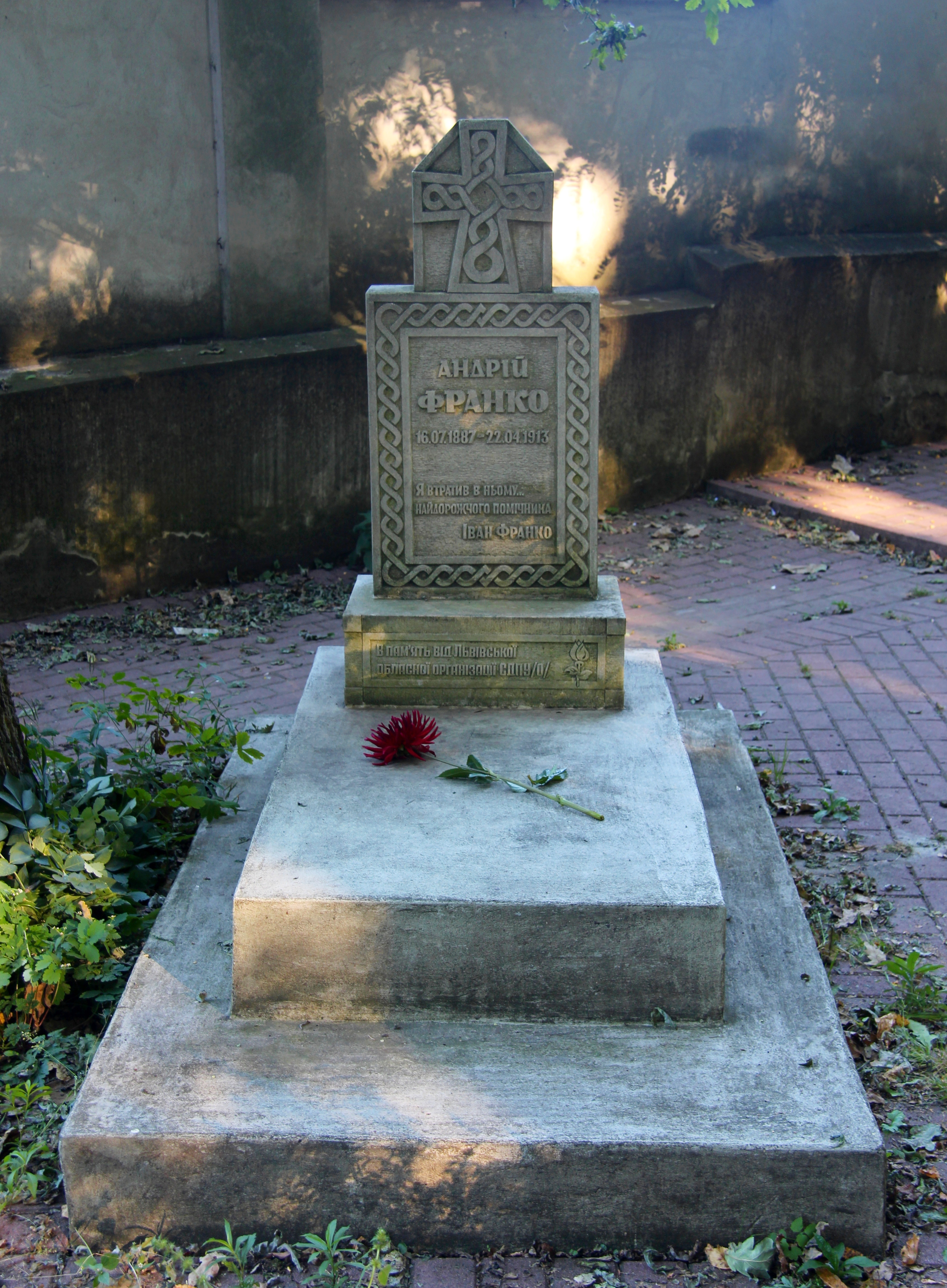
Могила Андрія Франка на 66 полі Личаківського цвинтаря у Львові

Помер 22 квітня 1913 року. Похований на полі № 66 Личаківського цвинтаря.

## Праці
- Франко Андрій. Григорій Ількевич як етнограф // Записки НТШ. — Львів, 1912.
. — Т. 109, кн. 3. — С. 91—122.
. — Т. 110, кн. 4. — С. 123—156.
. — Т. 111, кн. 5. — С. 117—139.
- Збірка поезій «Полин життя» (залишилась в рукопису)
- Вважається автором перекладу частини «Германа та Доротеї. Поеми з німецького народного життя з кінця XVIII віку» Гете.